# Sandrine Atallah
Sandrine Atallah (Beirut-26 de abril de 1979) es una sexóloga e hipnoterapeuta así como una personalidad mediática franco-libanesa.

## Biografía
Nacida en una familia de médicas, Sandrine Atallah es la hija del profesor Naji Atallah, radiólogo, y de la doctora Paola Abi Nader-Atallah, endocrinóloga. Pasó una parte de su niñez a París, a causa de la guerra civil libanesa. 

## Formación académica
Tras licenciarse en medicina general en la Universidad Santa-Joseph de Beirut en 2004, se trasladó a Francia para hacer un curso de formación en Sexología Clínica (título universitario de la Universidad París Descartes, 2007) y en Hipnosis Médica (título universitario en la Universidad Pierre-et-Marie-Curie, 2005). En 2013, obtuvo un máster en gestión sanitaria en la  Escuela de Negocios de Beirut (ESA, en francés). En 2014, se convirtió miembro certificado del Comité Europeo de Medicina Sexual.

## Carrera profesional
De regreso de Francia en 2007, instaló su gabinete en la Clínica del Levantando a Beirut, convirtiéndose en  la primera sexóloga del paísˈ. A partir de 2013, pasa consulta igualmente en el Centro Médico Clémenceau (CMC) de Beirut, el cual dejó a mediados de 2016 para colaborar dos días por semana con el Hospital Universitario de América (American University Hospital) de Beirut.
Desde 2007, imparte clases de sexología en la facultad de medicina de la Universidad Santa-Joseph de Beirut. Desde entonces, su carrera y su atípica actividad en Oriente Medio han sido  objeto de varios artículos en los medios de comunicación nacionales e internacionales,,ˈˈ.
En 2011, fecha en la que tuvo lugar el congreso inaugural de la Sociedad de Medicina Sexual de Oriente Medio (MESSM)   en Dubái, fue elegida miembro del Consejo de Administración de esta institución. Es igualmente presidenta del comité a cargo de la información pública, al seno de esta misma institución. Es también miembro del Consejo de Administración de la SFMS (Sociedad Francófona de Medicina Sexual), y miembro de la ESSM (European Society of Sexual Medicine) y de la ISSM (Sociedad Internacional de Medicina Sexual). Sandrine Atallah participa de manera regular en esta última institución, como redactora asistente  de las redes sociales, en el periódico Journal of Sexual Medicine, publicación científica mensual de la ISSM.
Además, interviene de manera regular como conferenciante en reuniones, coloquios y congresos profesionales regionales e internacionales relacionados con su disciplina.

## Carrera mediática
Frecuentemente, Sandrine Atallah es invitada a los platós de televisión libanesa para entrevistas acerca de su especialidad, Es también conocida  por haber estado trabajando durante entre los años 2010 y 2012 como co-redactora en jefa y como copresentadora en el programa de entrevistas "Lezim Taaref" ("Debes saberlo"), acompañada dell Dr Labib Gholmiyyeh, y retransmitido en el canal de televisión libanesa LBC. Esta emisión, que trata principalmente cuestiones ligadas a la sexualidad, ha sido objeto de numerosas críticas por parte de los medios conservadores tanto políticos como religiosos desde su difisión, así como, más levemente, de parodias por parte de humoristas libaneses.
En el verano 2013, en calidad de antigua campeona de Líbano de natación (1997, 1998), fue miembro del jurado de la adaptación local del programa de televisión "Splash", también retransmitido por la LBC. Asimismo, como una de las escasas sexólogas que hay en el Líbano, Sandrine Atallah fue entrevistada frecuentemente por periódicos y blogs locales e internacionales sobre materias de actualidad con relación al ámbito de la sexualidad.
Colaboradora usual con periódicos libaneses publicados en lengua árabe, inglesa o francesa, suele moderar la sección de sexualidad en las columnas de la revista mensual libanesa Noun.

## Vida privada
Sandrine Atallah tiene un hermano menor llamado Fabrice, que reside en Francia
Está casada desde 2008 con un consultor internacional francés llamado Ludovic Fayet.